# Chicas al poder (álbum de Bellepop)
Chicas al poder es el primer álbum de estudio de la banda femenina española Bellepop, formada en el reality show Popstars: todo por un sueño transmitido por Telecinco.
El grupo publicó el primero de los dos álbumes que tenían contratados con Warner Music Spain el 25 de noviembre de 2002 bajo el título Chicas al poder. El título provenía de una de sus canciones con la que el grupo había empezado la promoción, «Chicas al poder», una versión en español de «I've Got My Eyes on You» interpretada por Jessica Simpson, que por problemas de derechos de autor, no se incluyó en la primera edición. 
El disco debutó en el número 16 de Promusicae vendiendo más de 65.000 copias en su primera semana, convirtiéndose así en disco de oro. Este álbum contiene temas que fueron sencillos, como «La vida que va» y «Si pides más». Como single de debut se presenta «La vida que va», siendo un cover del grupo mexicano Kabah.
El 13 de mayo de 2003 se publicó una reedición especial del álbum en el cual se incluía, además de «Chicas al poder» (que fue lanzado como tercer sencillo), también varias remezclas y un DVD con videoclips y otro contenido extra. La edición especial añadió un total de 50.000 copias más a las ventas globales del álbum inicial. Las ventas del álbum sumando entre ambos discos ascendieron a unas 150.000 copias vendidas en total.

## Lista de canciones
- Edición estándar 2002:

| #  | Título                                                     | Compositor(es)                                                                            | Duración |
| -- | ---------------------------------------------------------- | ----------------------------------------------------------------------------------------- | -------- |
| 1  | Esta noche mando yo («Party 2night»)                       | Tonino Speciale / Adap. Ana Esther Alborg                                                 | 4:19     |
| 2  | La vida que va («Heart in Distress»)                       | Thomas Gustafsson / Hugo Lira / Kabah                                                     | 3:37     |
| 3  | Paraíso («Paradise»)                                       | L. Russell Brown / Joel Diamond / Adap. Julio Guiu                                        | 4:44     |
| 4  | Mi amor será para siempre («Nothing's Gonna Last Forever») | Fredrik Kempe / Adap. Carlos Izaga                                                        | 3:48     |
| 5  | La fuerza de tu amor                                       | Raúl Nacher                                                                               | 5:31     |
| 6  | Si pides más                                               | M. Mar G. Arada / Bruno Nicolás / Kiko Velázquez                                          | 3:32     |
| 7  | Sólo es amor (It's Only Love)                              | Craig Hardy / Gary Miller / Dave James / Adap. Fernando Montesinos                        | 4:21     |
| 8  | Mi corazón (All Through the Night)                         | Bea Eden / Simon Stirling / Katie Bickell / Hayley Birkbeck / Alex Head / Adap. Mavi Díaz | 3:20     |
| 9  | No me pidas amor                                           | Juan Sueiro / Azucena Recoveni / Jarka Miller                                             | 3:43     |
| 10 | Si tú me llamas                                            | Marc Martín / Ignacio Ballesteros / Jorge Flores "Doctor Flo"                             | 3:42     |

Edición Especial 2003
| #  | Título                                                     | Compositor(es)                                                                            | Duración |
| -- | ---------------------------------------------------------- | ----------------------------------------------------------------------------------------- | -------- |
| 1  | Chicas al poder («I've Got My Eyes on You»)                | Johan Äberg / Paul Rein / Adap. Bellepop                                                  | 3:13     |
| 2  | Esta noche mando yo (New mix) («Party 2night»)             | Tonino Speciale / Adap. Ana Esther Alborg                                                 | 4:20     |
| 3  | La vida que va («Heart in Distress»)                       | Thomas Gustafsson / Hugo Lira / Kabah                                                     | 3:37     |
| 4  | Paraíso («Paradise»)                                       | L. Russell Brown / Joel Diamond / Adap. Julio Guiu                                        | 4:44     |
| 5  | Mi amor será para siempre («Nothing's Gonna Last Forever») | Fredrik Kempe / Adap. Carlos Izaga                                                        | 3:48     |
| 6  | La fuerza de tu amor                                       | Raúl Nacher                                                                               | 5:31     |
| 7  | Si pides más                                               | M. Mar G. Arada / Bruno Nicolás / Kiko Velázquez                                          | 3:32     |
| 8  | Sólo es amor (It's Only Love)                              | Craig Hardy / Gary Miller / Dave James / Adap. Fernando Montesinos                        | 4:21     |
| 9  | Mi corazón (All Through the Night)                         | Bea Eden / Simon Stirling / Katie Bickell / Hayley Birkbeck / Alex Head / Adap. Mavi Díaz | 3:20     |
| 10 | No me pidas amor                                           | Juan Sueiro / Azucena Recoveni / Jarka Miller                                             | 3:43     |
| 11 | Si tú me llamas                                            | Marc Martín / Ignacio Ballesteros / Jorge Flores "Doctor Flo"                             | 3:42     |
| 12 | Si pides más (Latin house extended)                        | David Ferrero / Pedro del Moral                                                           | 7:21     |
| 13 | Chicas al poder (versión acústica)                         | Johan Äberg / Paul Rein / Adap. Bellepop                                                  | 3:10     |
| 14 | Si pides más (Dub remix)                                   | David Ferrero / Pedro del Moral                                                           | 6:01     |
| 15 | Si pides más (Latin house single)                          | David Ferrero / Pedro del Moral                                                           | 3:57     |

| DVD |                               |          |  |
| N.º | Título                        | Duración |  |
| 1.  | «Chicas al poder (videoclip)» |          |  |
| 2.  | «La vida que va (videoclip)»  |          |  |
| 3.  | «Si pides más (videoclip)»    |          |  |
| 4.  | «Chicas al poder (Making of)» |          |  |
| 5.  | «Diario secreto de Bellepop»  |          |  |

## Personal
Créditos en la versión original del álbum:
- Ana Esther Alborg: dirección vocal
- Francesc Pellicer: producción musical en «Si tú me llamas»
- Jarka Miller: arreglos adicionales, guitarras acústicas y eléctricas; grabación, mezclas y masterización
- Jesús Nicolás Gómez: arreglos y programaciones en pistas 3, 4, 7, 8 y 10. Producción y masterización de «Chicas al poder».
- José Peña: grabación, mezclas y masterización
- Juan Cerro: guitarras en pistas 3 y 4
- Juan Sueiro: arreglos, teclados y programaciones; grabación, mezclas y masterización; producción
- Marc Martín: arreglos y programaciones en «Si tú me llamas»
- Mario Cortés: guitarra española
- Pedro Vidal: edición digital y programación adicional; mezclas y masterización
- Raúl Nacher: arreglos y programaciones en pista 5
- Santi Maspons: arreglos y programaciones en «Si tú me llamas»

Grabado en Studios 54 (Los Peñascales, Madrid); mezclado en Happy Mountain Studios (Torrelodones, Madrid), Noise Studios (Madrid) y Studios 54 (Los Peñascales, Madrid); masterizado en Happy Mountain Studios (Torrelodones, Madrid)

## Posicionamiento en listas
| Lista (2002)   | Posición |
| -------------- | -------- |
| España (AFYVE) | 16       |

## Certificaciones
| País (organismo certificador) | Certificación | Unidades certificadas |
| ----------------------------- | ------------- | --------------------- |
| España (Promusicae)           | Oro           | 50 000                |